# Eulaceura panchaea
Eulaceura panchaea är en fjärilsart som beskrevs av Felder 1866. Eulaceura panchaea ingår i släktet Eulaceura och familjen praktfjärilar. Inga underarter finns listade i Catalogue of Life.